# Dekanat Darłowo
Dekanat Darłowo – jeden z 24 dekanatów diecezji koszalińsko-kołobrzeska w metropolii szczecińsko-kamieńskiej. 
W skład dekanatu wchodzą następujące parafie:
- Barzowice, parafia pw. św. Franciszka z Asyżu
  - kościół filialny:
    1. Chudaczewo
    2. Stary Kraków
- parafia Matki Bożej Częstochowskiej w Darłowie
  - kościoły filialne: Św. Jerzego, Darłowo i Domasławice
- parafia św. Gertrudy w Darłowie
  - kościół filialny: Cisowo
- Darłówko, Parafia św. Maksymiliana Marii Kolbego
- Dąbki, parafia pw. NMP z Góry Karmel
- Dobiesław, parafia pw. MB Częstochowskiej
  - kościoły filialne: Iwięcino
- Jeżyce, parafia pw. MB Ostrobramskiej
- Słowino, parafia pw. Podwyższenia Krzyża Świętego
  - kościół filialny:
    1. Boleszewo
    2. Karwice
- Stary Jarosław, parafia pw. Podwyższenia Krzyża Świętego
  - kościoły filialne:
    1. Krupy
    2. Kowalewice